# Piedone lo sbirro
Piedone lo sbirro è un film italiano del 1973 diretto da Steno. È il primo film della tetralogia di Piedone.

## Trama
Napoli. Joe, un militare americano sotto effetto di droga, inizia a sparare alla polizia dal tetto di un edificio; dopo inutili trattative, viene disarmato e arrestato dal vice commissario di polizia Rizzo, detto "Piedone" in ragione della sua mole che gli permette di avere la meglio sui malviventi a mani nude, e quindi di girare sempre disarmato.
Ferdinando Scarano, soprannominato "'O Barone", è un prosseneta che, in contatto con il clan dei marsigliesi tenta il grande salto per diventare un boss. Piedone, sospeso dal servizio dal nuovo commissario capo a causa di un pestaggio proprio ai danni di Scarano, tenta di collaborare con la vecchia camorra per estromettere da Napoli i Marsigliesi i quali, oltre alla droga, portano anche violenza e corruzione. In particolare, Piedone è aiutato dal capoparanza Manomozza, e grazie a quest'ultimo riesce a infliggere un duro colpo ai clan dei Marsigliesi distruggendo il loro laboratorio. Scarano, messo alle strette, viene poi trovato ucciso in casa sua con un colpo di pistola in fronte: il delitto è stato architettato in modo da tentare di addossarne la responsabilità proprio a Piedone.
Dopo una serie di indagini condotte in via non ufficiale, il commissario arriva a smascherare il vero responsabile, che risulta essere proprio Manomozza. Il camorrista, nonostante la collaborazione con Piedone, intraprendeva segretamente dei rapporti con i Marsigliesi per prendere poi il controllo del mercato della droga. Piedone ottiene la soffiata da Peppino il gobbo, che rivela a Piedone che un grande carico di droga del valore di un milione di dollari si trova su una nave in arrivo a Napoli da Tunisi. Per la sua soffiata, Peppino il gobbo viene assassinato, ma in punto di morte riesce a rivelare il suo assassino, riproducendo con la mano la posizione caratteristica delle due dita di Manomozza. Dopo essersi impossessato del carico di droga trovato sulla nave, Piedone, incontratosi con Manomozza, lo smaschera, ma sopraggiunge Caputo che arresta Piedone su ordine del Commissario capo, il quale è convinto che lui sia coinvolto nel traffico di droga e nelle uccisioni.
Sempre più convinto che il Commissario Capo sia corrotto, Piedone scappa ed escogita un piano per smascherarlo dandogli un appuntamento per consegnargli la droga in un borsone. All'appuntamento si presentano Manomozza e i suoi uomini, che però non erano in combutta con il Commissario ma avevano solo seguito Piedone. Il Commissario Capo fa circondare tutti, in quanto aveva usato Piedone come esca fin dall'inizio. Piedone dal canto suo rivela che nel borsone non c'è mai stata droga, per dimostrare la sua innocenza. Manomozza riesce a sparare alle luci delle macchine della Polizia che illuminano la scena e, nel fuggi fuggi generale, fugge anch'egli con quattro uomini per le grotte sotterranee di Napoli. Piedone li raggiunge e, dopo una violenta scazzottata, li cattura tutti, compreso Manomozza, per poi essere riammesso in servizio con tutti gli onori.

## Personaggi

### Personaggi principali
- Vice commissario Rizzo, detto Piedone (Bud Spencer): Funzionario della polizia anticonformista e manesco, appartenente al Commissariato "Porto", dai modi pratici e spicci, efficace investigatore, forte, buono, generoso e amico dei miserabili; vista la sua conoscenza dell'area urbana e delle cosche malavitose, nonché dei tipi di traffici imperanti nella Napoli degli anni settanta, non esita ad avvalersi addirittura della collaborazione delle sue amicizie "al di là della barricata" (camorristi "d'onore") per svolgere la sua indagine non ufficiale per scoprire l'assassino di Ferdinando Scarano e combattere il traffico di droga a Napoli svolto dai marsigliesi e da Tonino, detto "manomozza" e, in genere, per epurare l'ambiente della malavita di Napoli
- Tonino Percuoco, detto manomozza (Mario Pilar): "capoparanza" del rione Sanità, in combutta con i marsigliesi, il quale non esiterà sia a fare il doppio gioco con Piedone e gli altri capi camorra, sia a "tappare la bocca" a Peppino "il gobbo", l'informatore del commissario Rizzo, per far arrivare tranquillamente la droga al porto di Napoli;
- Commissario Capo Tabassi (Adalberto Maria Merli): nuovo commissario capo della Questura di Napoli, proveniente dalla Questura di Milano e quindi abituato ai metodi tradizionali di Polizia; si scontrerà con la realtà diversa della città di Napoli e, principalmente, con i modi per lui ambigui, del commissario Rizzo, arrivando inizialmente al punto di sospenderlo e, successivamente, addirittura di arrestarlo; Piedone arriverà a credere che il Commissario sia in combutta con i marsigliesi, visto che tende sempre ad ostacolarlo, ma alla fine si scoprirà che aveva usato Piedone come esca per catturare Manomozza nell'operazione che porterà all'arresto degli affiliati di quest'ultimo;
- Ferdinando Scarano, detto o' Barone (Angelo Infanti): "guappo" napoletano, ex protettore di prostitute, cerca di diventare un grosso spacciatore di droga al soldo diretto dei marsigliesi, ma anche in diretta concorrenza con Tonino "Manomozza"; non esiterà a far girare la droga gratis tra gli studenti della città per creare dipendenza e, quindi, iniziare a venderla regolarmente; con il contributo dei marsigliesi, si permetterà una vita smodata, condita da lussi sfrenati, quali una Lamborghini Espada, un appartamento panoramico in una zona residenziale di Napoli e la difesa di un grande e noto avvocato napoletano; verrà eliminato dai marsigliesi in accordo con "Manomozza", in quanto non più degno della loro fiducia, facendo in modo che l'omicidio ricada su Piedone stesso.

### Personaggi secondari
- Avvocato De Ribbis (Raymond Pellegrin): noto avvocato napoletano, "Principe del Foro", in combutta con la malavita locale; funge dapprima come difensore di Ferdinando Scarano (facendolo rimettere in libertà dopo il suo fermo da parte di Piedone), ma in realtà è asservito a Tonino Percuoco e ai marsigliesi stessi, e a cui Piedone farà arrivare i suoi messaggi;
- Brigadiere Caputo (Enzo Cannavale): graduato di polizia, lavora in stretta collaborazione del commissario Rizzo, in qualità di attendente e di autista; lo dovrà tuttavia arrestare per ordine del commissario Tabassi salvandogli tuttavia la vita; cercherà anche (inutilmente) di fargli smettere di fumare razionandogli (su ordine di Piedone stesso) le sigarette;
- Gennarino (Enzo Maggio): nella sua vita ha fatto sempre il ladro, "e nei momenti di ferie" ha fatto 10 figli; è un ladro però sfortunato, che ruba oggetti inutili, come "due copertoni senza camera d'aria e col battistrada a zero" e vive ospite nella casa del commissario, tenuto ben nascosto dai Carabinieri che lo cercano da giorni.
- Peppino Il Gobbo (Salvatore Morra): è un informatore del commissario Rizzo, al quale riferisce alcune notizie false, tanto per ricevere qualche soldo, ma anche l'arrivo (vero) del cargo pieno di droga per Tonino "manomozza" e i suoi accoliti; per quest'ultima "soffiata", però, viene ucciso dallo stesso "manomozza"; nonostante ciò, però, posizionerà le mani in modo da far capire alla Polizia (e quindi a Piedone) chi è l'autore dell'omicidio; secondo Piedone (e con il conforto della tradizione scaramantica napoletana) porta fortuna, come dimostrato dal ritrovamento degli occhiali persi dal commissario Tabassi;

Adalberto Maria Merli (Commissario Capo Dr. Tabassi).

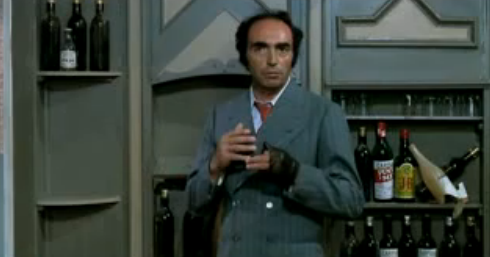
Mario Pilar (Manomozza).

Angelo Infanti (Ferdinando Scarano, "'o Barone").

Franco Angrisano nella parte del commissario

- Assunta (Ester Carloni): venditrice ambulante di bottoni nel Rione Sanità, ma in realtà dedita al contrabbando di sigarette; viene avvisata da Piedone dell'imminente arrivo di una volante della Guardia di Finanza;
- Tom Ferramenti (Dominic Barto): uno spacciatore di droga italo-americano che rivela a Piedone il commercio di droga organizzato dai marsigliesi a Napoli;
- Maria (Juliette Mayniel): è la tenutaria della pensione dove alloggia Piedone; cerca inutilmente di nascondere a Piedone stesso la presenza di Gennarino in casa, sapendo benissimo che il commissario Rizzo, per via del suo cuore buono, l'avrebbe protetto dall'arrivo dei Carabinieri; si allarma notevolmente quando vede che le cose in città stanno cambiando, accorgendosene dapprima quando il figlio viene accompagnato a casa colto da malore per stupefacenti, e poi quando il commissario Rizzo, dopo tanti anni, riprende la sua pistola di ordinanza;
- Salvatore: è il figlio di Maria, che non esita a rinfacciare a Piedone, che cerca di fargli dire chi gli ha procurato la droga, che non è suo padre; pentitosene, corre in aiuto di Piedone nell'agguato tesogli dagli accoliti di Ferdinando "O' Barone".
- Joe (Jho Jhenkins): marinaio americano, viene arrestato da Piedone e dalla Polizia Militare Americana quando, in preda alla droga, inizia a sparare dal tetto di un edificio vicino al Porto di Napoli; proprio quest'arresto ha dato il via all'indagine sul traffico di droga operato dai marsigliesi; grazie all'intercessione di Piedone, l'episodio della sparatoria viene fatto passare come "un colpo di sole", facendo sì che l'accaduto non gli rovini la carriera; proprio per questo, per dimostrare la sua gratitudine a Piedone, non esiterà ad aiutarlo nella scazzottata all'interno della nave "Tunis", carica della droga dei marsigliesi.

## Produzione

### Riprese
Oltre, ovviamente, alla città di Napoli, le riprese esterne di questo film furono girate a Roma, Pozzuoli e a Licola, una località a cavallo tra le zone censuarie di Pozzuoli e di Giugliano in Campania:
- la scuola dove avvengono i due appostamenti allo spacciatore in moto, era situata a Pozzuoli ed era in realtà la sede del municipio, sulla discesa di viale Capomazza che conduce al rione Terra; in seguito ai danni causati dal terremoto del 1980, l'edificio è stato abbattuto e attualmente, al suo posto, vi è un parcheggio;
- l'edificio dove il commissario Tabassi tenta di arrestare Tonino Manomozza è il palazzo Sanfelice sito nel rione Sanità a Napoli;
- gli incontri esterni con Peppino il "gobbo" avvengono tutti al porto di Pozzuoli;
- l'incontro tra Piedone e l'avvocato De Ribbis avviene al bordo della piscina del Circolo nautico di Posillipo;
- l'edificio dove avviene la scena d'apertura con il militare americano in stato di follia è il palazzo appartenente all'INPDAP sito a Napoli in zona Porto, a via Alcide De Gasperi;
- Piedone blocca Ferdinando Scarano sul piazzale antistante alla chiesa di Sant'Antonio a Posillipo dopo aver percorso in salita le 13 discese di Sant'Antonio;
- il ristorante Carminiello a Mergellina, dove Ferdinando Scarano si accorge della presenza di Piedone, è scenicamente sito sul molo Luise a Mergellina;
- la scena in cui Piedone pesta Scarano fuori dal night club è stata girata in via della Cordonata a Roma, a pochi metri di distanza dal Palazzo del Quirinale;
- la piazza Miracoli è il luogo dove Piedone e il commissario incontrano Manomozza e la sua banda; tale piazza unitamente alla strada sovrastante è stata teatro di numerosi altri film tra cui Ieri, oggi e domani (episodio di "Adelina") e L'oro di Napoli (scena di Totò il "Pazzariello");
- l'inseguimento in auto con i marsigliesi avviene a Licola Lidi, nel tratto di strada della SS Domitiana che passa a poca distanza dal depuratore di Cuma;
- il commissariato "Porto", a cui farebbero capo "Piedone" e il brigadiere Caputo, in realtà non esiste.

## Distribuzione
Distribuito nei cinema italiani il 25 ottobre 1973, Piedone lo sbirro ha incassato quasi tre miliardi di lire dell'epoca (decimo maggior incasso della stagione cinematografica italiana 1973-1974), rendendolo il primo e più efficace tentativo di mescolare il genere poliziesco con la commedia.

## La saga diPiedone
- Piedone lo sbirro (1973)
- Piedone a Hong Kong (1975)
- Piedone l'africano (1978)
- Piedone d'Egitto (1980)
- Piedone - Uno sbirro a Napoli (2024) – spin-off televisivo

## Colonna sonora
Le musiche sono composte dai fratelli Maurizio e Guido De Angelis ed edite dalle edizioni musicali Bixio-Sam; il Tema di Piedone è però eseguito da Santo & Johnny.